# Ermita de Santa Anastasia (Tolva)
La ermita de Santa Anastasia es una ermita del municipio de Tolva (Huesca), en España del siglo XVII, construida en piedra en estilo popular. De planta rectangular con bóvedas de lunetos y ábside poligonal, tiene capillas entre los contrafuertes. Las decoraciones son neoclásicas, incluyendo una serie de pilastras con acanaladuras y capiteles compuestos. La entrada es por los pies con un arco de medio punto dovelado de sillar. Posee un pequeño campanario de espadaña.
La singularidad de este edificio comienza por el advocación a Santa Anastasia, patrona de Tolva, que se cree que fue inspirada por una doncella que en el año 304 sufrió martirio.

## Historia
Parece que esta ermita ya estaba en pie antes de la primera mitad del siglo XVII, dado que el año 1641 constaba como hospital y en 1715 consta una renta de 15 libras y la obligación de decir 112 misas. En 1758 fue creada la cofradía de Santa Anastasia de los «Mozos» (solteros) y en 1826 consta otra de los «Casados». Por estas fechas debía de haber una casa para acoger a los pobres, enfermos y vagabundos. 
Se vuelve a citar como hospital en 1840. Por estas fechas poseía una renta de 100 sueldos y un maestro de primeras letras que daba clases por un sueldo de 1000 reales.